# Pilopogon
Pilopogon là một chi rêu trong họ Dicranaceae.